# 維也納宣言和行動綱領
維也納宣言和行動綱領（英語：Vienna Declaration and Programme of Action, VDPA），是1993年6月25日在奥地利维也纳举行的世界人权大会上通过的人权宣言。根據該宣言，以及随后的大会第48/141号决议，設立联合国人权事务高级专员。